# Petronella Barker
Petronella Barker, född 19 oktober 1965 i Colchester, Storbritannien, är en norsk skådespelare.

## Biografi
Barker filmdebuterade i den norsk-ryska filmen Dragens fange 1985, och gjorde scendebut 1988 vid Teatret Vårt. Åren 1990–1995 var hon vid Oslo Nye Teater, där hon bland annat gjorde sig bemärkt som Edvarda i Knut Hamsuns Pan, Ofelia i Hamlet och Grusjka i Bröderna Karamazov. Hon debuterade vid Nationaltheatret 1996; här har hon bland annat spelat Natalja i Anton Tjechovs Tre systrar, Sofia i Bröderna Lejonhjärta, Hedda Gabler (2006) och Rebekka West i Rosmersholm (2008, nominerad till Heddaprisen). Hon har även gästat svenska Riksteatern i Peer Gynt och Göteborgs stadsteater som Agnes i Brand. På Stockholms stadsteater har hon spelat grevinnan Orsina i Lessings Emilia Galotti (2010), Dasja i Anna Karenina (2011) och sonhustrun i August Strindbergs Leka med elden (2011).

## Filmografi (urval)
- 1988 – Sweetwater
- 1995 – Farliga vatten
- 2015 – Svenskjävel

## Teater

### Roller (ej komplett)
| År   | Roll             | Produktion                              | Regi                | Teater                 |
| ---- | ---------------- | --------------------------------------- | ------------------- | ---------------------- |
| 2001 | Agnes            | Brand Henrik Ibsen                      | Ole Anders Tandberg | Göteborgs stadsteater  |
| 2010 | Grevinnan Orsina | Emilia Galotti Gotthold Ephraim Lessing | Tobias Theorell     | Stockholms stadsteater |
| 2011 | Sonhustrun       | Leka med elden August Strindberg        | Sofia Jupither      | Stockholms stadsteater |
| 2012 | Jelena           | Onkel Vanja Anton Tjechov               | Eirik Stubø         | Stockholms stadsteater |